# Kukicha
Kukicha (japanisch 茎茶 kuki, deutsch „Stiel“) ist eine japanische Grünteesorte, die hauptsächlich aus den Stängeln und Blattrippen der Teepflanze besteht. Dadurch enthält Kukicha weniger Koffein als andere grüne Tees und empfiehlt sich auch für den abendlichen Genuss. In Preis und Qualität entspricht er einem guten Sencha. 
Werden Stängel verwendet, die beim Herstellungsprozess von Gyokuro oder hochwertigem Sencha aussortiert wurden, bezeichnet man Kukicha auch als Karigane (雁ヶ音) oder Shiraore (白折), um dessen besonders guten Geschmack hervorzuheben.

## Zubereitung
Wie bei den meisten grünen Teesorten hängt die Art der Zubereitung vom persönlichen Geschmack und von der Qualität des Tees ab. Unterschiedliche Quellen empfehlen für den ersten Aufguss eine Temperatur von ca. 90 °C bei einer Ziehzeit von etwa dreißig bis vierzig Sekunden oder auch eine Temperatur von 80 °C bei einer Ziehzeit von fünfzig Sekunden. Je nach Qualität kann Kukicha drei- bis fünfmal aufgegossen werden.